# František Muzika

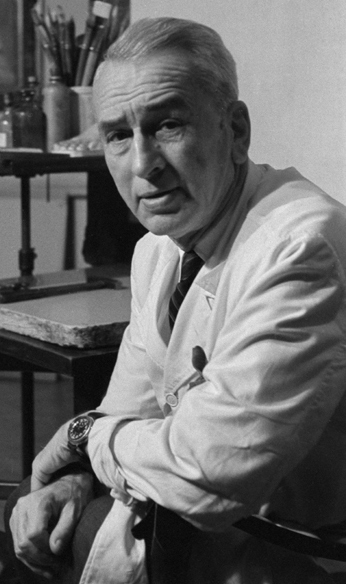
Porträt von František Muzika by Karel Kuklík, 1960er Jahre

František Muzika (* 26. Juni 1900 in Prag; † 1. November 1974 ebenda) war ein tschechischer Künstler und ein prominenter Vertreter der Avantgarde in der Tschechoslowakei in der ersten Hälfte des 20. Jahrhunderts. Er war Mitglied von Devětsil seit 1921 und Mánes seit 1923. Muzika war Maler, Grafiker, Bühnenbildner, Illustrator, Redakteur und Professor an der Akademie für Kunst und Industriedesign (UMPRUM) in Prag.

## Biographie
František Muzika erhielt nach Abschluss seines Studiums an der Akademie der Künste in Prag 1924 ein Jahresstipendium der französischen Regierung für ein Studium an der École des Beaux-Arts. In Paris erhielt er auch Privatunterricht bei František Kupka in dessen Atelier. In Paris traf er Max Jacob, der ihn zu Léonce Rosenberg brachte. Sonntags traf er sich regelmäßig mit Joseph Bernard, wo er auch Aristide Maillol und Roger Bissière traf, mit denen er im Salon d’Automne ausstellte. 1925, nach seiner Rückkehr aus Paris, führten seine Erfahrungen mit dem Werk von Georges Braque und Pablo Picasso dazu, dass Muzika seinen Malstil änderte.
Im Laufe von mehr als fünfzig Jahren erfuhr Muzikas Arbeit mehrere Veränderungen. „Sie blieb jedoch immer sich selbst und den Ausgangspunkten von Muzikas Generation treu. Sie ließ sich nie von kurzzeitig modischen Trends oder billig verdienten Erfolgen auf den falschen Weg locken, blieb nie in den stagnierenden Gewässern der Konvention stecken oder verschwand in ihren eigenen Entdeckungen und Ansätzen.“
In seinen letzten Jahren litt er an Herzerkrankungen. Er starb am 1. November 1974 in seinem Atelier mit seinem letzten, unvollendeten Werk Schodiště auf der Staffelei.

## Gemälde

### Erste Periode (1918–1924)
Muzika wurde zunächst von Bohumil Kubišta beeinflusst. Seine ersten Bilder zeigen Stillleben und Architektur. Dann wechselte er zu einem primitivistischen Neoklassizismus. Er konzentrierte sich auf pastorale Szenen und den Alltag.

### Zweite Periode (1925–1936)
Nach Paris überarbeitete er seine künstlerische Poetik radikal. Objekte verloren ihren materiellen Charakter. Sein Malstil entspannte sich. Er schuf eine neue Bildwirklichkeit in Form des lyrischen Kubismus. Nach 1930 bezieht Muzika surrealistische Elemente in seinen Prozess ein. Die Poetik von Muzikas Bildern wurde durch die Arbeit von Giorgio de Chirico und Muzikas eigenen Erfahrungen als Bühnenbildner beeinflusst.

### Dritte Periode (1936–1948)
Muzika reagierte auf den Spanischen Bürgerkrieg, die Besetzung der Tschechoslowakei und die Brutalität des Krieges. Muzikas Kriegszeit zeigt die Qual und Trauer dieser Zeit mit allegorischen Bildern. Seine Bilder mit imaginären Landschaften und dunklen Atmosphären schufen das Gefühl von dramatischer Spannung und Dunkelheit der Zeit.

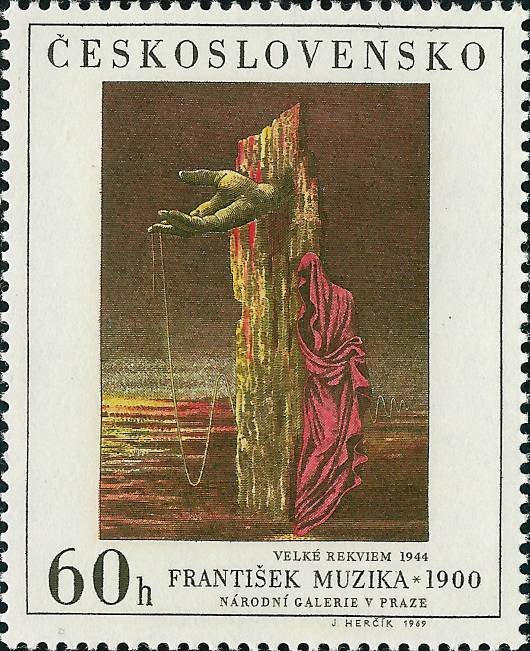
Tschechoslowakische Briefmarke 1969, F. Muzika, Velké rekviem

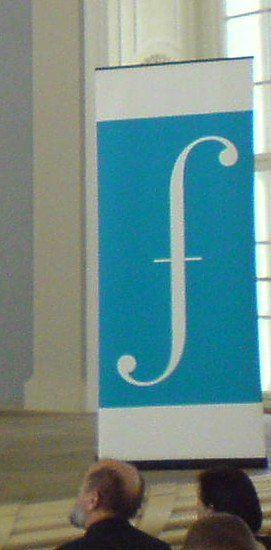
Logo des Musikfestivals „Prager Frühling“

### Nachkriegszeit
In der Nachkriegszeit entwickelte František Muzika seine eigene Poetik, die in enger Übereinstimmung mit den Tendenzen der zeitgenössischen internationalen Kunst die ursprüngliche Ausrichtung seiner poetischen Weltsicht weiter ausarbeitete.

### Letzte Periode (1948–1974)
Muzikas Thema seiner Bilder war die versteinerte Welt. Muzika löschte die Unterschiede zwischen dem Realen und dem Unwirklichen, dem Mikrokosmos und dem Makrokosmos. Seine Arbeiten betonten eine starke Symbolik.

## Weitere Arbeiten
1927 begann Muzika, sein Interesse auf andere Bereiche wie Bühnenbild und Buchillustrationen auszudehnen. Er war Redakteur von Kulturzeitschriften. Ein Beispiel für seine 107 Bühnenbilder ist Julietta von Bohuslav Martinů im Tschechischen Nationaltheater (1938). Im Jahr 1927 begann er seine Arbeit an dem Buch Krásné Písmo (Geschichte der lateinischen Schrift), das 1958 in der Tschechoslowakei und 1965 in deutscher Sprache erschien. Er entwarf auch viele Plakate, zum Beispiel für Ausstellungen von Emil Filla (1947) und Josef Wagner (Bildhauer und Maler, 1957) und für das Musikfestival „Prager Frühling“ (1946, 1947, 1981 1946, 1947, 1981). Das Logo mit dem „f“ für „forte“ ist bis heute gültig.

## Ausstellungen
Muzikas Gemälde und Zeichnungen befinden sich in zahlreichen tschechischen und ausländischen Galerien inklusive des Centre Pompidou in Paris. Seit 1922 gab es in der Tschechoslowakei zahlreiche Muzika-Ausstellungen.

### Internationale Gruppenausstellungen
- 1948 – Biennale, Venedig[4]
- 1964 – Biennale, Venedig
- 1968 – Obsessions et Visions, Galerie Andre Francois Petit, Paris (Gruppenausstellung mit Giorgio de Chirico, Max Ernst, Salvador Dalí, René Magritte)[5]
- 1969 – Surrealismus in Europa, Baukunst-Galerie, Köln, Deutschland
- 1969 – „Phases“, Musee d’Ixelle, Brüssel

### Internationale Einzelausstellungen
- 1965 – Galleria del Naviglio, Mailand, Italien
- 1965 – Galleria del Cavallino, Venedig, Italien
- 1967 – Galeria Maya, Brüssel, Belgien
- 1971 – Lambert Monet Art Gallery, Genf, Schweiz
- 1972 – Baukunst-Galerie, Köln, Deutschland

### Internationale Bühnenbildausstellungen
- Wien 1935
- Mailand 1936
- Paris 1937
- São Paulo 1959
- Wanderausstellung, Südamerika 1960–1963

## Auszeichnungen

### International
- 1937 – 2 Auszeichnungen, Ausstellung in Paris (Bühnenbild)[6]
- 1939 – 2 Auszeichnungen, VI. Triennale, Mailand[6]
- 1959 – Goldmedaille, Grafische Buchkunst, Leipzig[6]

### National
- 1939 – Ehrenpreis, Gesellschaft für Bibliophile[6]
- 1949 – Staatspreis für Buchgestaltung[6]
- 1961 – Verdienstvoller-Künstler-Preis für grafische und pädagogische Werke[6]
- 1964 – Buchpreis für das Werk „Krasne Pismo“ (Statni nakladatelstvi krasne literatury a umeni)[6]
- 1966 – Auszeichnung und Ehrenmedaille „Rad Prace“ für künstlerisches Lebenswerk und theoretisches und pädagogisches Schaffen[6]